# Bernd Bonwetsch
Bernd Bonwetsch (Berlín, 17 de octubre de 1940 – 13 de octubre de 2017) fue un historiador alemán, director fundador en 2003 del Instituto histórico alemán de Moscú.

## Biografía
Bernd Bonwetsch estudió historia entre 1962 y 1967 y estudios eslavos y educación comparada en Hamburgo en la Universidad Libre de Berlín. En 1968 y 1969, estudió en la Universidad de Stanford.
Bonwetsch se unió al Departamento de Historia en la Universidad de Hamburgo en 1972. De 1973 a  1980 fue profesor adjunto en el Departamento de Historia de la Europa del Este y Geografía de la Universidad de Tubinga. Bonwetsch dio clases de 1980 hasta 2003 como profesor de historia de la Europa del Este en la Universidad de Bochum. Su actividad como profesor solo se interrumpió entre 1992 y 1993. En 1992 fue profesor invitado en la Universidad de Innsbruck y en 1993 en la Universidad Estatal de Kemerovo. En 2000 recibió el doctorado honorífico en esta última universidad y en 2004, otro en doctorado en la Universidad Nacional de Karasin.
En 2003, fue el director fundador del Instituto Histórico Alemán de Moscú.

## Obra seleccionada
- Kriegsallianz und Wirtschaftsinteressen. Die Stellung Rußlands in den Wirtschaftsplänen Englands und Frankreichs 1914-1917. Düsseldorf: Bertelsmann Universitätsverlag, 1973 (Studien zur modernen Geschichte 10).
- Die russische Revolution 1917. Eine Sozialgeschichte von der Bauernbefreiung 1861 bis zum Oktoberumsturz. Darmstadt: Wissenschaftliche Buchgesellschaft, 1991.
- (zusammen mit Rolf Binner und Marc Junge) Massenmord und Lagerhaft: Die andere Geschichte des Großen Terrors (= Veröffentlichungen des Deutschen Historischen Instituts Moskau; Bd. 1). Berlin: Akademie Verlag, 2009. ISBN 978-3-05-004662-4; Wladislaw Hedeler: Rezension zu Massenmord und Lagerhaft. In: H-Soz-u-Kult vom 18. Mai 2010.
- (Hg. zusammen mit Rolf Binner und Marc Junge) Stalinismus in der sowjetischen Provinz 1937–1938: Die Massenaktion aufgrund des operativen Befehls Nr. 00447 (=Veröffentlichungen des Deutschen Historischen Instituts Moskau; Bd. 2). Berlin: Akademie Verlag, 2010. ISBN 978-3-05-004685-3
- Mit und ohne Russland: eine familiengeschichtliche Spurensuche. Essen: Klartext Verlag, 2017.